# Was bildet ihr uns ein?
Was bildet ihr uns ein? war zwischen 2012 und 2018 eine bildungspolitische Initiative, die sich als Plattform für die Kritik junger Menschen am deutschen Bildungssystem verstand. Ihre Schwerpunkte lagen auf Bildungsgerechtigkeit und Partizipation von „Bildungsbetroffenen“ an der Gestaltung des Bildungssystems. Angestoßen wurde die Initiative von den Autoren des gleichnamigen Buches. Die Initiative wurde getragen vom gemeinnützigen Verein Was bildet ihr uns ein? e.V., der durch Beschluss der Mitgliederversammlung vom 7. Dezember 2018 aufgelöst wurde.

## Ziele
Die Initiative war thematisch vielfältig aufgestellt und hatte wenige konkrete Forderungen, zu denen unter anderem die Abschaffung von Schulnoten und eine Reform des BAföG-Systems gehörten, selbst veröffentlicht. Stattdessen bot sie in erster Linie eine Plattform für junge Menschen, auf der diese ihre Kritik zusammentragen, Ideen und Vorschläge außerhalb eines festen institutionellen Rahmens entwickeln und sich untereinander vernetzen konnten. Darüber hinaus sollte eine gesellschaftliche Debatte angestoßen werden über die Zukunft des deutschen Bildungssystems. Eckpfeiler jeder Kritik waren Chancengleichheit, soziale Durchlässigkeit, Inklusion, moderne Pädagogik und Kampf gegen Diskriminierung. Wichtigstes Merkmal der Initiative war, dass sie sich als Sprachrohr der „Bildungsbetroffenen“ verstand und deren Beteiligung an der Gestaltung des Bildungssystems forderte.
Zu den Unterstützern, Förderern und Kooperationspartner der Initiative zählten unter anderem die Stiftung Bildung, die Friedrich-Ebert-Stiftung und die Gewerkschaft Verdi.

## Veröffentlichungen
Unter der Herausgeberschaft von Bettina Malter und Ali Hotait erschien 2012 das Buch Was bildet ihr uns ein? Eine Generation fordert die Bildungsrevolution. Es ist eine Sammlung von Essays, Analysen und Selbstdarstellungen verschiedener Autoren zwischen 19 und 30 Jahren. Verschiedene Themen des Bildungssystems werden darin aufgegriffen, von frühkindlicher Bildung, Schule, Ausbildung und Studium bis hin zur Promotion. Im Fokus liegen dabei die verschiedenen Hürden, die Menschen im Bildungssystem überwinden müssen, sei es aufgrund von Diskriminierung, mangelnder sozialer Durchlässigkeit, überholten Unterrichtsmethoden oder fehlenden Möglichkeiten zur Partizipation.
Mit Erscheinen des Buches wurde ein gleichnamiger Blog ins Leben gerufen, um weiterhin aktuelle Themen aus dem Bereich der Bildungspolitik aufgreifen und aus Sicht der jungen Generation diskutieren zu können. Bloggern, die sich zum Teil selbst noch in der Ausbildung befanden, schrieben Artikel und Kommentare, führten Interviews und stellten sogenannte „Hoffnungstäter“ vor – Akteure, die sich beispielhaft für Verbesserungen im Bildungssystem einsetzten.

## Bildungskongress
Vom 26. bis zum 27. April 2014 veranstaltete die Initiative den ersten Jungen Bildungskongress in den Räumen der Evangelischen Schule Berlin Zentrum. Ziel war es, „Bildungsbetroffene“ und Entscheidungsträger auf Augenhöhe über das deutsche Bildungssystem diskutieren und Lösungsvorschläge entwickeln zu lassen. Im Zentrum des Kongresses standen thematische Zukunftswerkstätten zu den Bereichen frühkindliche Bildung, Schule, lebenslanges Lernen/Weiterbildung, berufliche Bildung, Hochschule und außerschulische/kulturelle Bildung. Experten aus Politik, Bildungssystem, Wissenschaft und anderen Bereichen traten dabei in Austausch mit Bildungsbetroffenen, die als „ExpertInnen ihres Alltags“ betrachtet wurden.
Am 30. und 31. Mai 2015 fand der Junge Bildungskongress zum zweiten Mal statt, und zwar in der Carl-von-Ossietzky-Schule in Berlin-Kreuzberg.